# Institut de physique du globe de Paris
L'Institut de physique du globe de Paris (IPGP) è un'istituzione francese di diritto finalizzata a sostenere la ricerca avanzata nel campo della terra e pianeti. Ha sede Parigi.

## Ricercatori famosi
- Aykut Barka, geologo turco
- Haroun Tazieff, ingegnere, agronomo e geologo franco-belga